# 穐吉敏子
龝吉 敏子（あきよし としこ、英: Toshiko Akiyoshi、1929年12月12日 - ）は、ニューヨーク在住の日本人ジャズピアニスト、作曲家、編曲家、ビッグバンドリーダー。娘はミュージシャンのMonday満ちる。

## 来歴

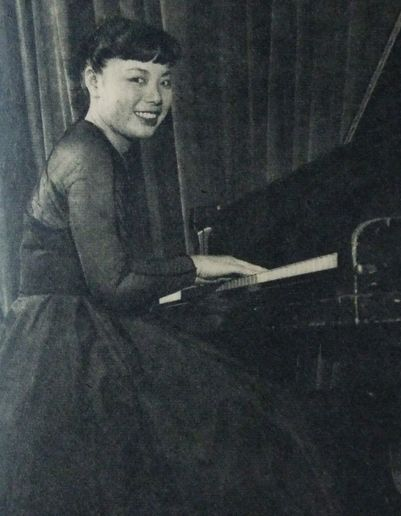
1955年

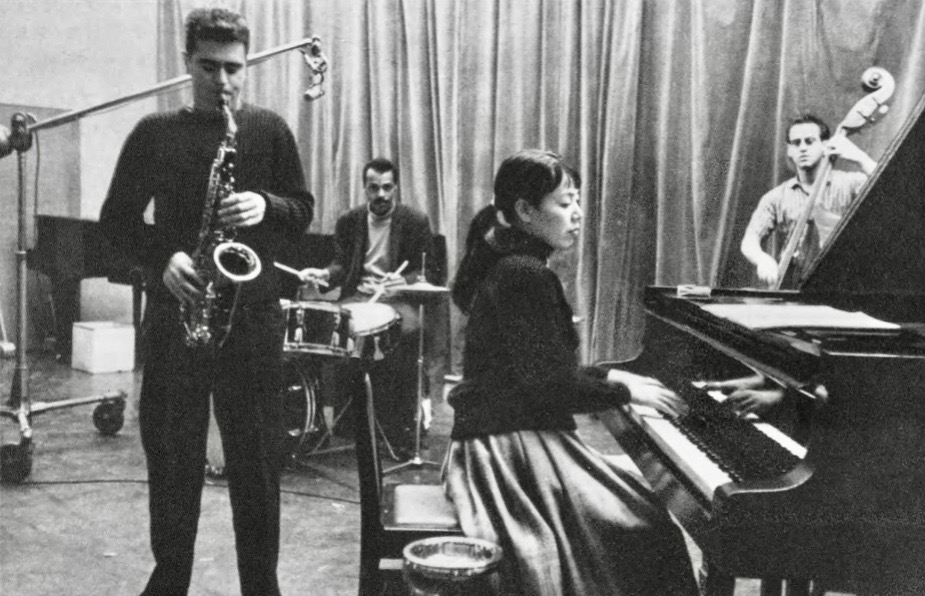
左から夫のチャーリー・マリアーノ、エディ・マーシャル、龝吉、ジーン・チェリコ。1961年1月26日、東京放送テレビ（現・TBS）のホールにて。

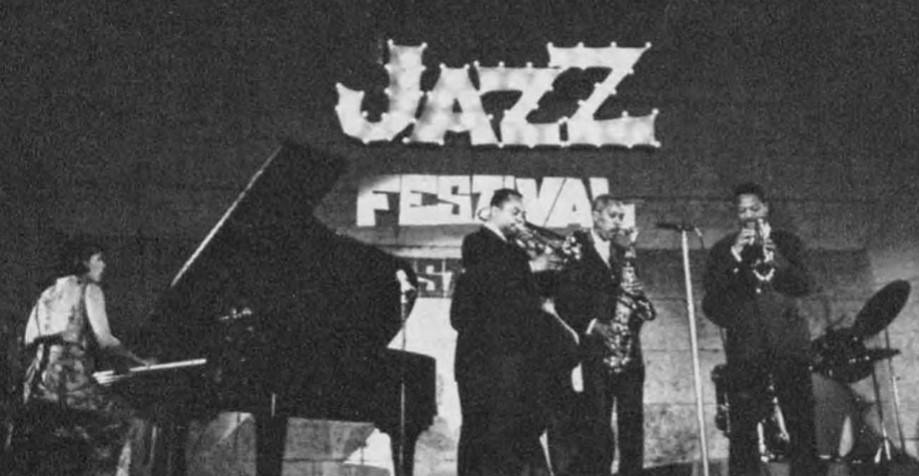
1964年7月10日から16日にかけて、東京、大阪、京都、名古屋、札幌で「第1回世界ジャズ・フェスティヴァル」が開催された。龝吉は日比谷野外音楽堂で行われたJ・J・ジョンソン・オールスターズのコンサートにピアノで飛び入り参加した。写真は左から龝吉、J・J・ジョンソン、ソニー・スティット、クラーク・テリー。

満洲（現、中国東北部）遼陽に日本人の両親の元に生まれた。小学1年生のときに3年生が弾く『トルコ行進曲』に魅せられ、小学1年生でピアノを習い始める。後に女学校に通うためと、より良い教師にピアノを習うために大連に移り、大連音楽学校で中国人の楊孝毅にピアノを習う。敗戦後に大分県に引き揚げ、別府の駐留軍キャンプ「つるみダンスホール」でジャズピアニストとして演奏を開始。
1948年夏に上京して、1952年、コージー・カルテットを結成。
1953年11月、ノーマン・グランツが率いる「J.A.T.P」（Jazz At The Philharmonic）の日本公演の一員として来日していた、ジャズ・ピアニストのオスカー・ピーターソンに見出されのを契機に、グランツのプロデュースの下で、J.A.T.P公演で来日していたハーブ・エリス（ギター）、レイ・ブラウン（ベース）、J. C. ハード（ドラム）と共にデビューアルバムのため、同月13・14日の2日間に渡り、ラジオ東京（現:TBSラジオ）のスタジオにてレコーディングを行い、これが翌1954年、アルバム『トシコズ・ピアノ』として、グランツ自身のレコード・レーベルである「NORGRAN RECORDS」から発売される（原盤番号:MGN-22。後の1956年にグランツ自身は新たに「ヴァーヴ・レコード」を立ち上げそこでも発売、2025年現在同レーベルにてCD及び音楽ダウンロードによるサブスクにて販売されている）。
1954年7月、伊勢佐木町のクラブ「モカンボ」で、守安祥太郎を中心に行われた伝説的なジャム・セッションに参加。その時の音源は1970年代に発掘・発売される。
1956年1月15日、26歳で単身渡米した。午前2時にボストン空港に降り立った龝吉はその日の夜、ジョージ・ウェインに連れられてウェインのナイトクラブ「ストーリーヴィル」に入った。ストーリーヴィルではバド・パウエルのライブが行われていた。ドラムを叩いていた旧知のエド・シグペンが龝吉の姿を見つけ、「どうだい、ワン・ステージやれよ」と声をかけた。龝吉はパウエルと代わり、夢中で演奏したという。同年、ストーリーヴィルからアルバム『ザ・トシコ・トリオ』を発表。
日本人としては初めてバークリー音楽院（Berklee College of Music、現バークリー音楽大学）で奨学生として学んだ。
1959年、チャーリー・マリアーノと結婚。1962年、チャールズ・ミンガスのバンドに参加。1963年、マリアーノとの間に娘のマンディ満ちるをもうける。1965年に離婚。
1967年に現在の夫でありフルート、テナーサックス奏者のルー・タバキンと出会い、1969年に結婚。
1973年にロサンゼルスで秋吉敏子＝ルー・タバキンビッグバンドを結成し、1974年、ジャズと日本古来の和楽を融合した『孤軍』を発表する。1982年にはニューヨークへ戻り、1983年に秋吉敏子ジャズオーケストラ フィーチャリング ルー・タバキンを結成、自らの作編曲で通算30年にわたって活動を続け世界的に名声を馳せた。その評価と人気を示すものとしてアメリカのジャズ専門誌ダウンビートでは秋吉とルーのビッグバンドは批評家投票で1979年から5年連続、読者投票では1978年から5年連続で共に1位を獲得している。
グラミー賞では計14度ノミネートされるが未受賞に終わっている。これは歴代8位の記録である。
1996年度に主にその著書『ジャズと生きる』で第9回ミュージック・ペンクラブ・ポピュラー部門最優秀賞を受賞。2003年12月29日、ニューヨークのジャズクラブバードランドでの演奏を最後にオーケストラを解散した。
2004年6月-7月にはNHK人間講座で講師を担当。2005年1月27日、米国を拠点にピアニスト、ビッグバンドリーダーとしてジャズ発展に寄与した功績が認められ、朝日新聞文化財団の朝日賞（04年度朝日賞）を受賞。東京・日比谷の帝国ホテルで開かれた受賞祝賀パーティーでは、木更津甚句に想を得た「ザ・ヴィレッジ」、「ヒロシマ　そして終焉（しゅうえん）から」の最終楽章「ホープ」、「鞠と殿さま」の3曲を、ソロで演奏した。2006年12月、キャリアにおいて初となるシングル「HOPE 希望」を発表。現在はソロなどで活動中。

## 受賞歴
- リバティー賞（1986年）
- ミュージック・ペンクラブ音楽賞ポピュラー部門最優秀賞（1996年）
- エイボン アワーズ・トゥ・ウィメン エイボン芸術賞（1997年）
- 紫綬褒章（1997年）
- 第48回横浜文化賞（1999年）
- 大分合同新聞文化賞（1999年）
- ジャズの殿堂（International Jazz Hall of Fame）入り（1999年）
- 第16回東京都文化賞（2000年）
- ラトガース大学ジャズ研究所・ニュージャージージャズ協会殿堂入り（2000年）
- 旭日小綬章（2004年）
- 平成16年度国際交流基金賞（2004年）
- 2004年度朝日賞（2005年）
- NEAジャズ・マスターズ（2006年）
- 日本レコード大賞特別賞（2006年）
- 東久邇宮記念賞（2007年）
- 大分県名誉県民（2008年）
- NHK放送文化賞（2013年）

他多数

## 音楽

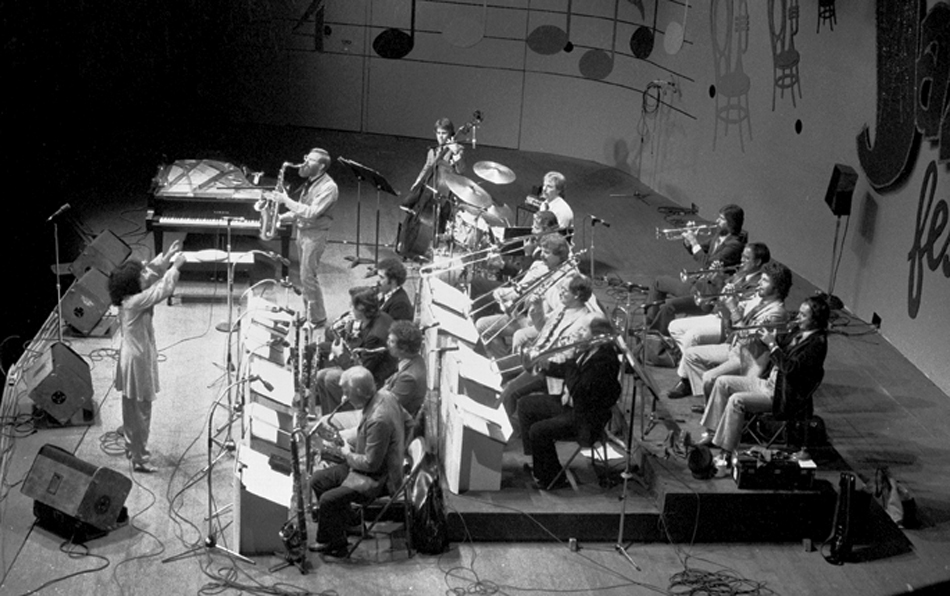
秋吉敏子＝ルー・タバキンビッグバンド

### アルバム

#### 秋吉敏子＝ルー・タバキンビッグバンド
- 孤軍 - Kogun（1974年）
- ロング・イエロー・ロード - Long Yellow Road（1975年）
- 花魁譚 - Tales of a Courtesan (Oirantan)（1975年）
- ロード・タイム - Road Time（1976年）
- インサイツ - Insights（1976年）
- マーチ・オブ・ザ・タッドポールズ - March of the Tadpoles（1977年）
- ニューポート'77 - Live at Newport '77（1977年）
- ライヴ・アット・ニューポートII - Live at Newport II（1977年）
- 塩銀杏 - Salted Gingko Nuts（1978年）
- すみ絵 - Sumi-e（1979年）
- フェアウェル - Farewell（1980年）
- トシコから愛を込めて - From Toshiko with Love（タヌキの夜遊び - Tanuki's Night Out）（1981年）
- メモワール - European Memoirs（1982年）

#### 秋吉敏子ジャズオーケストラ フィーチャリング ルー・タバキン
- テン・ガロン・シャッフル - Ten Gallon Shuffle（1984年）
- ウィッシング・ピース - Wishing Peace（1986年）
- カーネギー・ホール・コンサート - Carnegie Hall Concert（1992年）
- 砂漠の女 - Desert Lady / Fantasy（1993年）
- フォー・シーズンズ - Four Seasons of Morita Village（1996年）
- モノポリー・ゲーム - Monopoly Game（1998年）
- トリビュート・トゥ・デューク・エリントン - Tribute to Duke Ellington（1999年）
- ヒロシマ そして終焉から - Hiroshima Rising from the Abyss（2001年）
- ベスト・オブ・秋吉敏子 - The Best of Toshiko Akiyoshi（2002年）
- ラストライヴ・イン・ブルーノート東京 - Last Live in Blue Note Tokyo（2004年）

#### ソロ・トリオ 等
- トシコズ・ピアノ - Toshiko's Piano（1954年）
- ザ・トシコ・トリオ - The Toshiko Trio（1956年）
- メニー・サイズ・オブ・トシコ - The Many Sides of Toshiko（1957年）
- トリオ＆カルテット - Toshiko her trio her quartet（1957年）
- トシコ・マリアーノ・クワルテット - Toshiko Mariano Quartet（1960年）
- ライブ・アット・バードランド - Toshiko Mariano Quartet Live At Birdland（1961年）
- 黄色い長い道 ‐ 秋吉敏子リサイタル - Toshiko Akiyoshi Recital（1961年）
- トシコ、旧友に会う - Toshiko Meets Her Old Pals（1961年）
- イースト・アンド・ウェスト - East and West（1963年）
- 魅惑のジャズ - Miwaku No Jazz（1963年）
- The Country and Western Sound of Jazz Pianos（1963年, 2002年）
- トシコの子守歌 - Lullabies for You（1965年）
- トップ・オブ・ザ・ゲイトの秋吉敏子 -Top of the Gate（1968年）
- ロング・イエロー・ロード - Long Yellow Road（1970年）
- The Personal Aspect in Jazz - Sumie（1971年）
- ソロ・ピアノ - Solo Piano（1971年）
- デディケイションズ - Dedications（1976年）
- フィネス - Finesse（1978年）
- ジャスト・ビバップ - Just Be-bop（1980年）
- 1980・秋吉敏子トリオin陸前高田 - Toshiko Akiyoshi Trio, 1980 In Rikuzentakata（1980年）
- 秋吉敏子トリオ - Toshiko Akiyoshi Trio（1983年）
- 四季 - Four Seasons（1990年）
- リメンバリング・バド - Remembering Bud（1990年）
- シック・レディ - Chic Lady（1992年）
- ディグ - Dig（1993年）
- ナイト・アンド・ドリーム - Night and Dream（1994年）
- イエス、アイ・ハブ・ノー・フォービート・トゥデイ - Yes, I Have No 4 Beat Today!（1995年）
- トシコ・プレイズ・トシコ - Toshiko Plays Toshiko（1997年）
- スケッチ・オブ・ジャパン - Sketches of Japan（1999年）
- ソロ・ライブ・アット・ケネディ・センター - Solo Live at the Kennedy Center（2000年）
- ライブ・アット・ブルーノート東京1997 フィーチャリング 日野元彦 - Live at Blue Note Tokyo '97 featuring Motohiko Hino（2001年）
- ニューヨーク・スケッチブック - New York Sketch Book（2004年）
- Hope 秋吉敏子 音楽生活60周年記念アルバム - Hope（2006年） - 参加メンバー（p. 秋吉敏子 b. ジョージ・ムラーツ dr. ルイス・ナッシュ）
- 秋吉敏子 渡米50周年 日本公演 - 50th Anniversary Concert in Japan（2006年）
- Toshiko Akiyoshi and the SWR Big Band - Let Freedom Swing - Let Freedom Swing, Toshiko Akiyoshi and the SWR Big Band（2008年）
- Vintage: Super Duo Toshiko & Lew - Vintage（2008年）
- Jazz Conversations - Jazz Conversations (2015年) Monday 満ちる & 秋吉敏子

#### コンピレーション
- ベスト・ゴールド 89/96 - Best Gold '89~'96（1998年）
- ベスト・シルバー 89/96 - Best Silver '89~'96（1998年）

#### チャールズ・ミンガス
- The Complete Town Hall Concert (1962)

#### 鈴木良雄
- My Dear Pianists ～チンさんと６人のピアニスト～ - Yoshio Suzuki: My Dear Pianists（2009年） ケイ赤城 秋吉敏子 小曽根真 イサオササキ 野力奏一 山本剛 [9]

#### オムニバス
- ジャズ・アット・オペラ・ハウス (オムニバス) - Jazz at Opera House（1997年、1982年2月22日録音） ウィントン・マルサリス, ウェイン・ショーター, ハービー・ハンコック, チャーリー・ヘイデン, トニー・ウィリアムス, ボビー・ハッチャーソン, ジャコ・パストリアス, デニー・ザイトリン, 秋吉敏子, ルー・タバキン

### シングル
- HOPE 希望（2006年）

### DVDオーディオ
- ラストライヴ・イン・ブルーノート東京 - Last Live in Blue Note Tokyo（2004年）

## テレビ出演
- 音遊人（みゅーじん）（テレビ東京）2004.5.7、2004.5.14
- エバーグリーンミュージック(テレビ東京)
- SWITCHインタビュー 達人達(NHK Eテレ) (2020年1月11日)
- 「Long Yellow Road　〜ジャズ伝説・穐吉敏子の94年〜」（2024年5月12日、NHK BS）[10]

## 文献

### 著書
- 『ジャズと生きる』　岩波新書、1996年　ISBN 4004304679
- 『私のジャズ物語―ロング・イエロー・ロード　NHK人間講座』　日本放送出版協会、2004年　ISBN 4141891045
- 『孤軍―秋吉敏子』　全音楽譜出版社、2004年　ISBN 411880221X

## エピソード
- 横浜のクラブ『モカンボ』では、ジャズギタリストとして活動していた植木等と共に演奏していた時期もある。また、ハンプトン・ホーズが進駐軍の将校として来日していた際にもセッションをしたことがある。
- 穐吉がニューヨークへと渡った後、後任のピアニストとしてモカンボに入ったのが桜井センリである。
- 渡米直後に行ったライブで、偶然演奏していたポール・チェンバースのベースを聴き、「アメリカのベーシストは皆こんなにうまいのか」と驚愕した。